# Friedrich Ludwig von Bourscheidt zu Burgbrohl
Friedrich Ludwig Felix Maria von Bourscheidt zu Burgbrohl (* 1757 in Köln; † 23. November 1835 in Hildesheim) war Domherr in Hildesheim und Münster.

## Leben
Friedrich Ludwig Felix Maria von Bourscheidt zu Burgbrohl entstammte dem mittelmoselländischen Uradelsgeschlecht von Bourscheidt. Er war der Sohn des kurkölnischen Kämmerers Franz Karl von Bourscheidt zu Burgbrohl (1732–1814) und dessen Gemahlin Maria Charlotte Felicitas von Bourscheidt zu Büllesheim und hatte vier Brüder und eine Schwester. Wegen seiner körperlichen Gebrechen verzichtete er auf seine Erstgeburtsrechte und schlug die geistliche Laufbahn ein. Er wurde zum Subdiakon geweiht und am 18. Mai 1789 als Domherr in Hildesheim aufgeschworen. Vom Kurfürsten Maximilian Franz erhielt Friedrich Ludwig im Jahre 1799 eine münstersche Dompräbende.
Sein Vermächtnis bestimmte er zu wohltätigen Zwecken.